# Rękodzielnik
Rękodzielnik – dwutygodnik wydawany we Lwowie od ok. 1912 do wybuchu I wojny światowej przez organ instytutu lwowskiej Izby Handlowej i Przemysłowej i Izby Stowarzyszeń Rękodzielniczych we Lwowie. Rękodzielnik wychodził 1 i 15 każdego miesiąca.
Było to pismo techniczne na poziomie popularnym, które można uważać za pierwowzór Młodego Technika, chociaż bardziej dotyczył drobnych rzemieślników.
"Rękodzielnik" to także czasopismo Stowarzyszenia Czeladzi Rzemieślniczej "Gwiazda", wydawane w latach: (1869–1872).